# Bahnstrecke Gau Algesheim–Bad Kreuznach
| Bahnhof Bad Kreuznach. Rechts die Strecke von Gau Algesheim, links die Strecke von Bingen Hbf. |                      |                                                 |                                                 |
| Streckennummer (DB): | 3512                 |                                                 |                                                 |
| Kursbuchstrecke (DB): | 680                  |                                                 |                                                 |
| Kursbuchstrecke: | 271 (1946)           |                                                 |                                                 |
| Streckenlänge: | 19,9 km              |                                                 |                                                 |
| Spurweite: | 1435 mm (Normalspur) |                                                 |                                                 |
| Zweigleisigkeit: | durchgehend          |                                                 |                                                 |
| |                      |                                                 |                                                 |
| \| \| \| von Mainz \| \| \| \| 0,000 \| Gau Algesheim \| Gau Algesheim \| \| \| \| nach Bingen \| \| \| \| \| Abzweigstelle Wasserwerk[Anm. 1] \| von Bingen \| \| \| 3,900 \| Ockenheim (ehem. Bf) \| Ockenheim (ehem. Bf) \| \| \| \| von Bingen \| \| \| \| \| zur Hindenburgbrücke \| \| \| \| 7,701 \| Büdesheim-Dromersheim (ehem. Bf) \| Büdesheim-Dromersheim (ehem. Bf) \| \| \| 8,500 \| Bundesautobahn 61 \| Bundesautobahn 61 \| \| \| 10,725 \| Gensingen-Horrweiler (Abzw) \| Gensingen-Horrweiler (Abzw) \| \| \| \| \| \| \| \| 11,485 \| Gensingen-Horrweiler (ehem. Bf) \| Gensingen-Horrweiler (ehem. Bf) \| \| \| 11,830 \| Awanst Sonderlager Ausweichanschlussstelle \| Awanst Sonderlager Ausweichanschlussstelle \| \| \| 12,000 \| nach Alzey \| nach Alzey \| \| \| 13,000 \| Bundesstraße 50 \| Bundesstraße 50 \| \| \| 13,100 \| Regionalbereichsgrenze Südwest/Mitte (bis 2021) \| Regionalbereichsgrenze Südwest/Mitte (bis 2021) \| \| \| ~1400 \| Ippesheim (ehem. Hp) \| Ippesheim (ehem. Hp) \| \| \| 14,500 \| Bundesstraße 41 \| Bundesstraße 41 \| \| \| 15,200 \| Planig (ehem. Anst) \| Planig (ehem. Anst) \| \| \| 17,400 \| Bundesstraße 428 \| Bundesstraße 428 \| \| \| \| von Bingen \| \| \| \| 19,900 \| Bad Kreuznach (Keilbahnhof) \| Bad Kreuznach (Keilbahnhof) \| \| \| \| nach Bad Münster am Stein \| \| \| \| \| \| \| \| Quellen: [1][2] \| \| \| \| |                      |                                                 |                                                 |
| Strecke |                      | von Mainz                                       | von Mainz                                       |
| Bahnhof | 0,000                | Gau Algesheim                                   | Gau Algesheim                                   |
| Abzweig geradeaus und nach rechts |                      | nach Bingen                                     | nach Bingen                                     |
| Abzweig geradeaus und ehemals von rechts |                      | Abzweigstelle Wasserwerk                        | von Bingen                                      |
| Haltepunkt / Haltestelle | 3,900                | Ockenheim (ehem. Bf)                            | Ockenheim (ehem. Bf)                            |
| Kreuzung geradeaus oben · Strecke von rechts |                      | von Bingen                                      | von Bingen                                      |
| Verschwenkung nach links und ehemals nach rechts · Verschwenkung nach rechts |                      | zur Hindenburgbrücke                            | zur Hindenburgbrücke                            |
| Blockstelle | 7,701                | Büdesheim-Dromersheim (ehem. Bf)                | Büdesheim-Dromersheim (ehem. Bf)                |
| Strecke mit Straßenbrücke | 8,500                | Bundesautobahn 61                               | Bundesautobahn 61                               |
| Blockstelle | 10,725               | Gensingen-Horrweiler (Abzw)                     | Gensingen-Horrweiler (Abzw)                     |
| Verschwenkung von links · Verschwenkung von rechts |                      |                                                 |                                                 |
| Haltepunkt / Haltestelle · Haltepunkt / Haltestelle | 11,485               | Gensingen-Horrweiler (ehem. Bf)                 | Gensingen-Horrweiler (ehem. Bf)                 |
| Blockstelle · Strecke | 11,830               | Awanst Sonderlager Ausweichanschlussstelle      | Awanst Sonderlager Ausweichanschlussstelle      |
| Strecke · Strecke nach links | 12,000               | nach Alzey                                      | nach Alzey                                      |
| Strecke mit Straßenbrücke | 13,000               | Bundesstraße 50                                 | Bundesstraße 50                                 |
| Wechsel des Eisenbahninfrastrukturunternehmens | 13,100               | Regionalbereichsgrenze Südwest/Mitte (bis 2021) | Regionalbereichsgrenze Südwest/Mitte (bis 2021) |
| Blockstelle | ~1400                | Ippesheim (ehem. Hp)                            | Ippesheim (ehem. Hp)                            |
| Brücke | 14,500               | Bundesstraße 41                                 | Bundesstraße 41                                 |
| Blockstelle | 15,200               | Planig (ehem. Anst)                             | Planig (ehem. Anst)                             |
| Brücke | 17,400               | Bundesstraße 428                                | Bundesstraße 428                                |
| Abzweig geradeaus und von rechts |                      | von Bingen                                      | von Bingen                                      |
| Bahnhof | 19,900               | Bad Kreuznach (Keilbahnhof)                     | Bad Kreuznach (Keilbahnhof)                     |
| Strecke |                      | nach Bad Münster am Stein                       | nach Bad Münster am Stein                       |
| |                      |                                                 |                                                 |
| Quellen: |                      |                                                 |                                                 |

Die Bahnstrecke Gau Algesheim–Bad Kreuznach ist eine zweigleisige Hauptbahn in Rheinland-Pfalz. Sie verbindet Gau-Algesheim an der linken Rheinstrecke mit Bad Kreuznach an der Nahetalbahn und ist damit Teil der regional bedeutsamen Verkehrsachse zwischen den beiden Landeshauptstädten Mainz und Saarbrücken.

## Geschichte
Im und nach dem Deutsch-Französischen Krieg von 1871 gab es eine Reihe von Eisenbahnprojekten, mit denen Truppen und Kriegsmaterial an die französische Grenze transportiert werden sollten. 1871 eröffnete die Preußische Staatsbahn die Alsenztalbahn von Bad Münster am Stein nach Kaiserslautern. 1879 war bereits eine Strecke aus dem Rhein-Main-Gebiet parallel zur Nahetalbahn im Gespräch, doch erst Ende des 19. Jahrhunderts wurden die Pläne durch das Kriegsministerium stärker vorangetrieben.
Die als strategische Bahn gebaute Verbindungsstrecke von Gau-Algesheim nach Bad Kreuznach wurde am 15. Mai 1902 in Betrieb genommen. Dabei wurde zwischen Büdesheim-Dromersheim und Gensingen-Horrweiler ein kurzer Abschnitt der Rheinhessenbahn von Worms über Alzey nach Bingen genutzt.
1904 folgte rechts der Nahe die Verbindung zwischen Bad Münster und Odernheim als Teilstück der Glantalbahn unabhängig von den bestehenden Strecken, der Abschnitt zwischen Bad Kreuznach und Bad Münster wurde viergleisig ausgebaut.
Im Zusammenhang mit dem Bahnprojekt stand die Umgestaltung der Bahnanlagen in Bad Kreuznach. Bad Kreuznach hatte einen Bahnhof an der Nahetalbahn im Norden der Stadt links der Nahe und einen Haltepunkt Kreuznach Bad südöstlich des Stadtzentrums. Am 25. Februar 1904 einigten sich Stadt und Bahn auf den Bau eines neuen Zentralbahnhofs an der Verzweigung beider Strecken zwischen den beiden alten Stationen. Der Neubau löste in der Stadt eine Reihe von Diskussionen aus, teils weil Anwohner und Ladenbesitzer im Gebiet der bisherigen Stationen Nachteile befürchteten, teils weil man den geplanten Namen des neuen Bahnhofs, Kreuznach Gabelung, als abschreckend für Kurgäste ansah. Am 15. Mai 1905 wurde der neue Bahnhof unter dem Namen Bad Kreuznach in Betrieb genommen. In den folgenden Jahren wurde das Empfangsgebäude errichtet, das 1908 eingeweiht wurde.
Seit 1906 war die Strecke mit Streckentelefonen ausgerüstet. Am 10. Februar 1914 wurden „mit Eintritt der Dunkelheit“ zwischen Bad Münster und Gau Algesheim neue „Doppellichtvorsignale“ in Betrieb genommen, die dem heute noch gebräuchlichen Modell des Formsignals entsprachen.
1915 ging die Hindenburgbrücke über den Rhein zwischen Bingen und Geisenheim – ebenfalls ein strategisches Bahnprojekt – in Betrieb. Die über sie verlaufende Strecke von Rüdesheim und Geisenheim nach Münster-Sarmsheim an der Nahetalbahn war mit einer zweigleisigen Verbindung in Ockenheim an die Strecke aus Gau Algesheim angebunden. Auch eine Verbindungskurve östlich von Ockenheim nach Bingen entstand.
Nach dem Ersten Weltkrieg wuchs die Bedeutung der Strecke Gau Algesheim–Bad Kreuznach für den Personenverkehr. Sie diente auch dem internationalen Schnellzug-Verkehr. So fuhren 1935 drei Schnellzug-Paare zwischen Saarbrücken und Frankfurt (Main), die teilweise Kurswagen von/nach Paris und/oder Berlin mitführten.
1945 wurde die Hindenburgbrücke gesprengt und nicht wieder aufgebaut, so dass auch die Zuführungsstrecken dorthin dauerhaft außer Betrieb gingen. Die alten Bahndämme sind teilweise noch erhalten, auch die Verbindungskurve von Ockenheim in Richtung Bingen ist noch heute gut zwischen den dort wachsenden Obstbäumen zu erkennen.
1965 erhielt der Bahnhof Ockenheim, der damals drei Gleise hatte, ein neues Stellwerk und 1968 der Bahnhof Gau Algesheim ein Drucktastenstellwerk der Bauart SpDrL 60.
1968 wurde der Bahnhof Büdesheim-Dromersheim in einen Haltepunkt mit Abzweigstelle umgewandelt.
Auch nach dem Zweiten Weltkrieg diente die Strecke wieder dem internationalen Fernverkehr zwischen Frankfurt und Paris, über Jahrzehnte hinweg mit mehreren Fahrten pro Tag und es gab bis Mai 1984 auch einen Nachtschnellzug zwischen Paris und Frankfurt über Bad Kreuznach, der Schlaf- und Liegewagen führte. Ende der 1980er Jahre wurde der Fernverkehr Zug um Zug auf die Route über Mannheim verlegt und später durch Frankreich-fähige ICE-Züge ersetzt, die in Frankreich die neue Schnellstrecke nutzen. Am 27. Mai 1989 verkehrte der letzte internationale Schnellzug über Bad Kreuznach.
Im Nahverkehr wurden zum Beginn des Sommerfahrplans am 22. Mai 1977 die letzten Personenzughalte in Büdesheim-Dromersheim, Ippesheim und Planig aufgegeben, gleichzeitig mit dem anschließend zum Künstlerbahnhof umgestalteten früheren Grenzbahnhof Ebernburg. Planig wurde jedoch im Güterverkehr weiterhin bedient, bis 2001/02 bekam der dortige Weinflaschen-Großhandel regelmäßig Güterwagen zugestellt.

## Streckenverlauf
Die Strecke beginnt im Bahnhof Gau Algesheim an der linken Rheinstrecke und verläuft zunächst nach Westen. Im ehemaligen Bahnhof Ockenheim war sie bis 1945 mit der zweigleisigen Zufahrtstrecke von Bingen (Stadt) zur Hindenburgbrücke verknüpft (VzG-Streckennummer 3513), die ca. drei Kilometer parallel zur Strecke verlief.
Die Strecke überquert die Rheinhessenbahn und verläuft ab der Abzweigstelle Büdesheim-Dromersheim gemeinsam mit ihr in Richtung Süden. Im ehemaligen Bahnhof Gensingen-Horrweiler trennen sich beide Strecken wieder. Der einstmals große Bahnhof mit drei Bahnsteigen ist mittlerweile zu einem doppelten Haltepunkt zurückgebaut worden und verfügt nur noch über einen Haus- und einen Inselbahnsteig. Die Trennung der beiden Strecken erfolgt heute bereits an der knapp einen Kilometer nördlich gelegenen Abzweigstelle gleichen Namens; die eingleisige Rheinhessenbahn in Richtung Alzey nutzt heute nur noch das östliche der drei Gleise.
Richtung Südwesten führt die Strecke weiter über Planig rechts der Nahe nach Bad Kreuznach, wo sie im Keilbahnhof Bad Kreuznach auf die Nahetalbahn trifft.

## Bedienung
Schienenpersonenfernverkehr findet heute auf dieser Strecke nicht mehr statt. Von 1965 bis 1979 verkehrte entlang der Strecke der Munzinger-Express von Zweibrücken nach Mainz. Sie wird heute lediglich von zwei Linien des Schienenpersonennahverkehrs jeweils im Stundentakt bedient, eingebunden in den Rheinland-Pfalz-Takt.
Der Regional-Express RE 3 bedient dabei nur die Halte in Bad Kreuznach und (teilweise) Gensingen-Horrweiler, während die Regionalbahn RB 33 an allen Stationen entlang der Bahnstrecke hält.
Zwischen der Abzweigstelle Büdesheim-Dromersheim und der Abzweigstelle Gensingen-Horrweiler verkehrt darüber hinaus auch die Linie RB 35 (Rheinhessenbahn) auf der strategischen Bahn.
| Linie | Linienverlauf |
| ----- | --- |
| RE 3  | (Frankfurt (Main) –) Mainz – Ingelheim – Gau Algesheim – Bad Kreuznach – Kirn – Idar-Oberstein – Türkismühle – Saarbrücken |
| RB 33 | Mainz – Heidesheim (Rhh) – Ingelheim – Gau Algesheim – Ockenheim - – Bad Kreuznach – Kirn – Idar-Oberstein                 |
| RB 35 | Bingen (Rhein) Stadt – Gensingen-Horrweiler – Gau-Bickelheim – Armsheim – Alzey – Flörsheim-Dalsheim – Monsheim – Worms    |